# Arquidiócesis de Gaeta
La arquidiócesis de Gaeta (en latín: Archidioecesis Caietana y en italiano: Arcidiocesi di Gaeta) es una circunscripción eclesiástica de la Iglesia católica en Italia. Se trata de una arquidiócesis latina, inmediatamente sujeta a la Santa Sede. Desde el 21 de abril de 2016 su arzobispo es Luigi Vari.

## Territorio y organización

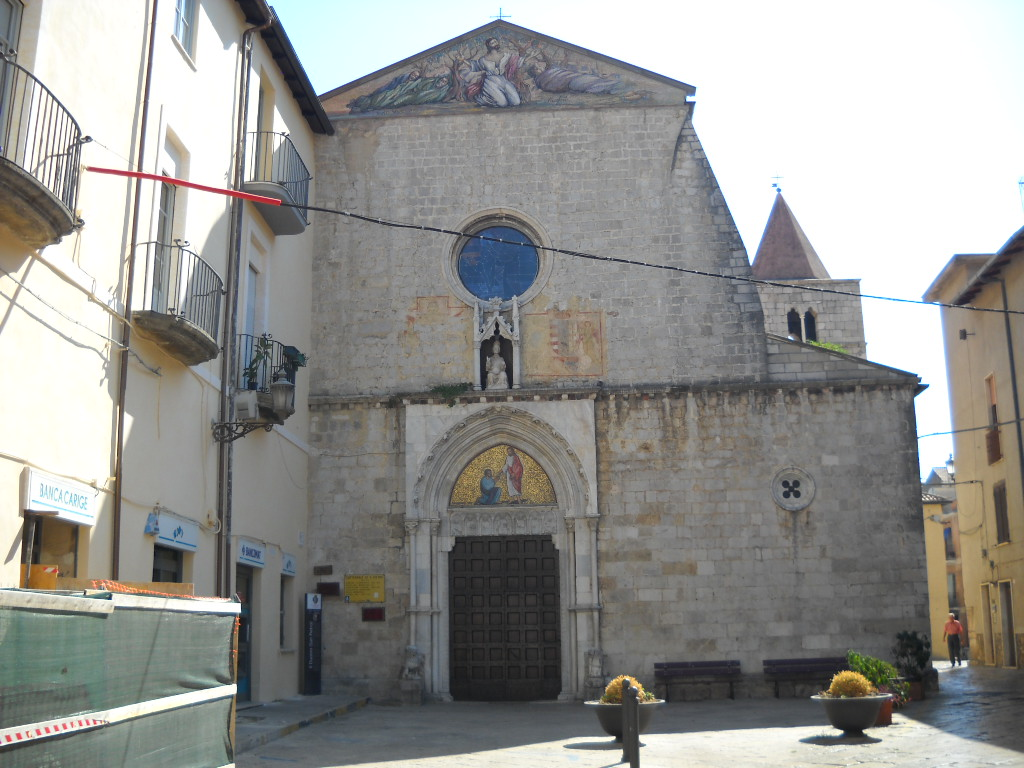
Excatedral de San Pedro Apóstol, en Fondi

La arquidiócesis tiene 603 km² y extiende su jurisdicción sobre los fieles católicos de rito latino residentes en las comunas de Campodimele, Castelforte, Fondi, Formia, Gaeta, Itri, Lenola, Minturno, Monte San Biagio, Santi Cosma e Damiano, Sperlonga, Spigno Saturnia, Ponza y Ventotene, todas en la provincia de Latina; y las comunas de Ausonia, Coreno Ausonio y Pastena, en la provincia de Frosinone. Al oeste se encuentra la diócesis de Latina-Terracina-Sezze-Priverno, al noroeste la diócesis de Frosinone-Veroli-Ferentino, al norte la diócesis de Sora-Casino-Aquino-Pontecorvo y al este la diócesis de Sessa Aurunca.

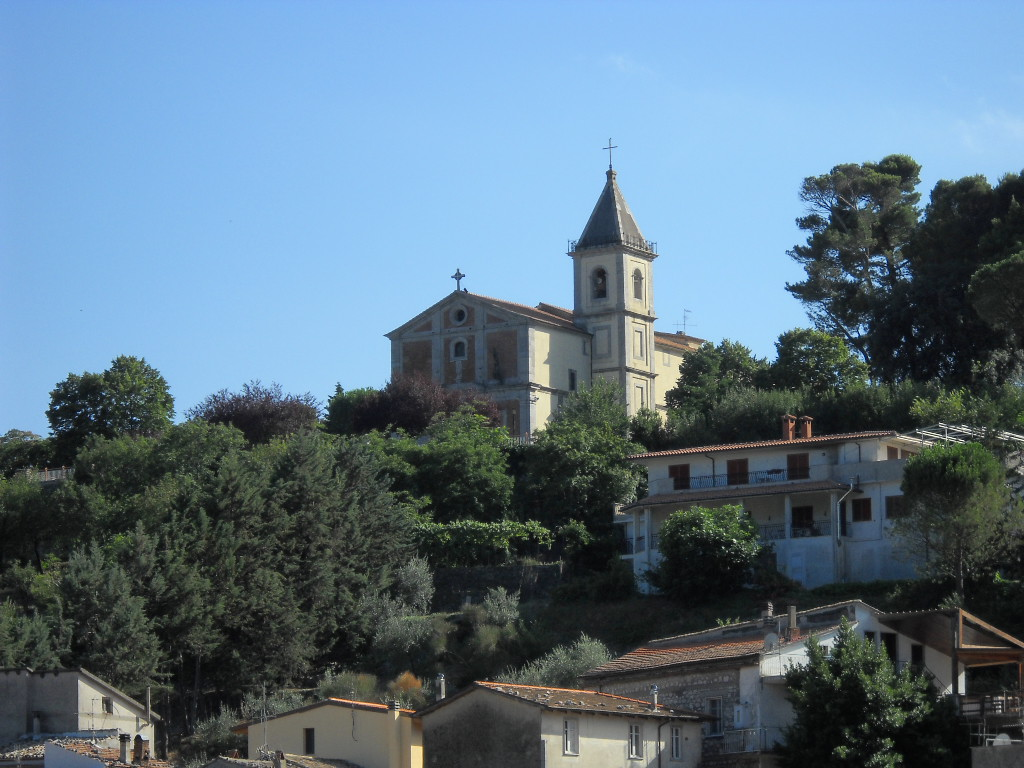
Basílica santuario della Madonna del Colle, en Lenola

La sede de la arquidiócesis se encuentra en la ciudad de Gaeta, en donde se halla la Catedral de los Santos Erasmo y Marciano y de Santa María Asunta.

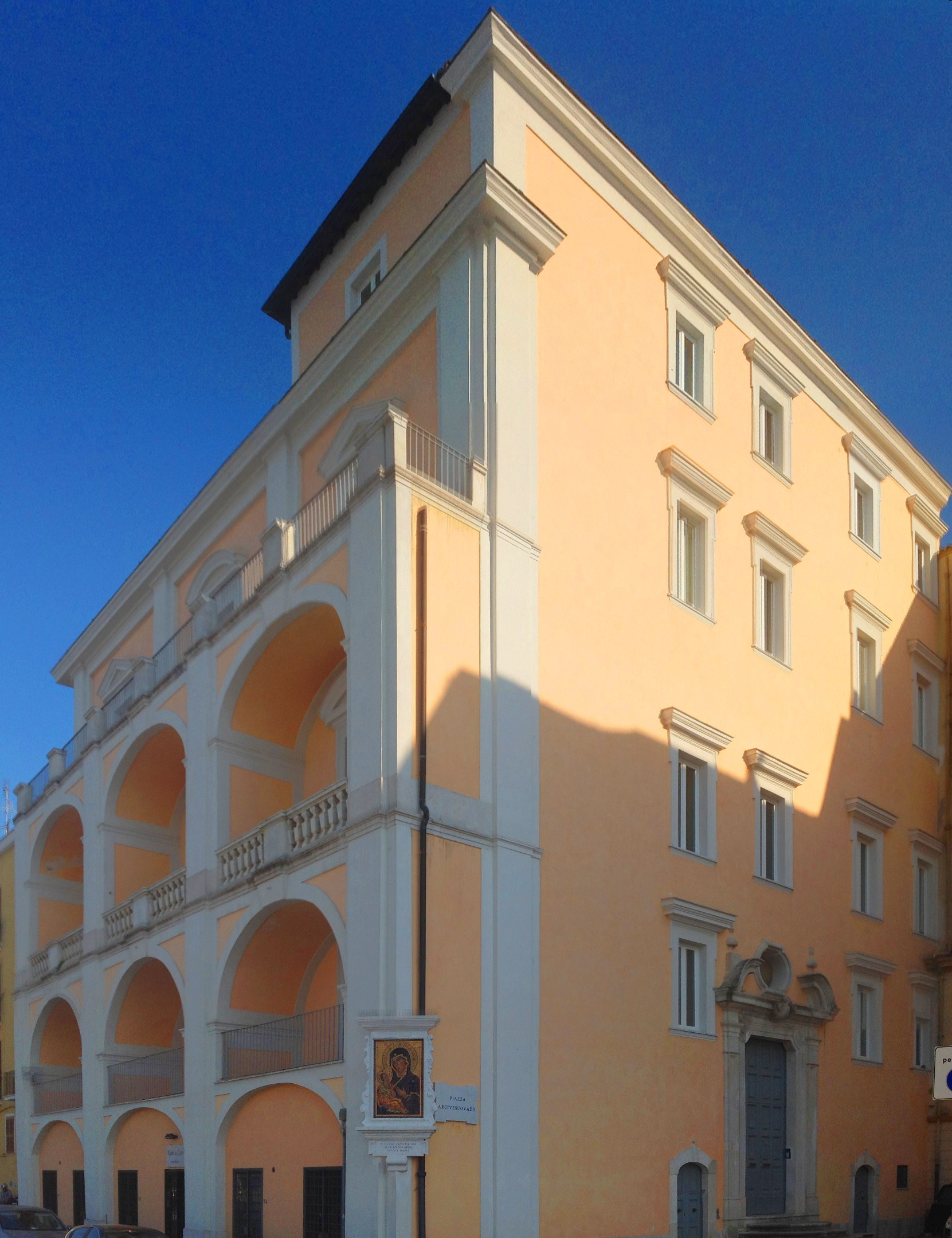
Palacio episcopal, en Gaeta

En 2021 en la arquidiócesis existían 56 parroquias agrupadas en 4 foranías:
- foranía de Gaeta
- foranía de Fondi: Fondi, Campodimele, Itri, Lenola, Pastena, Monte San Biagio, Sperlonga
- foranía de Formia: Formia, Ponza, Ventotene
- foranía de Minturno: Minturno, Ausonia, Castelforte, Coreno Ausonio, Santi Cosma e Damiano, Spigno Saturnia

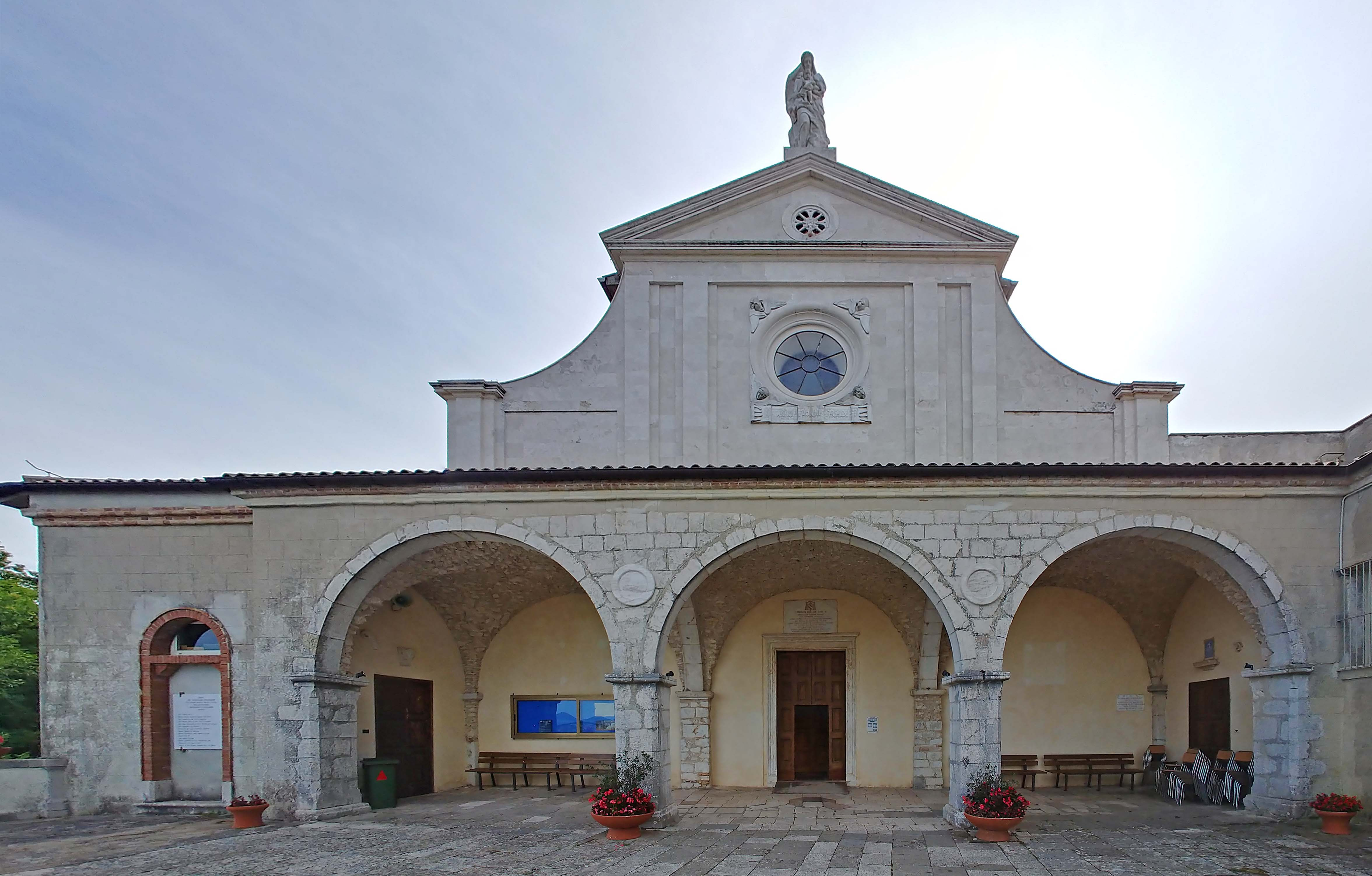
Santuario de Maria Santissima della Civita, en Itri

En el territorio de la arquidiócesis existen los siguientes santuarios:
- basilica santuario di Maria Santissima del Colle, en Lenola
- santuario della Madonna del Cielo, en Fondi
- santuario della Madonna del Piano ad Ausonia
- santuario della Madonna della Rocca, en Fondi
- santuario della Madonna di Ponza, en Formia
- santuario di Maria Santissima della Civita, en Itri
- santuario di San Michele, en Formia
- santuario di San Nilo Abate, en Gaeta
- santuario di Santa Maria Salute degli Infermi e San Raffaele Arcangelo, en Fondi
- santuario dei Santi Cosma e Damiano, en Santi Cosma e Damiano
- santuario della Santissima Annunziata, en Gaeta
- santuario della Santissima Trinità, en Gaeta

## Historia
La sede de Gaeta proviene de la antigua diócesis de Formia, atestiguada a partir del siglo V, a la que el papa Gregorio Magno había unido la suprimida diócesis de Minturno. En la época del papa Silvestre I (314-335) está documentada la existencia de una posesionio in territuriu Gaetano que Constantino I asignó al arzobispo de Capua. Durante el siglo VIII el castrum de Gaeta adquirió cada vez más importancia dentro de las posesiones bizantinas en Italia. Ya a finales de siglo, la ciudad pudo ganar un cierto grado de autonomía al formar alianzas con los papas de Roma.
En este contexto político, los obispos de Formia se establecieron, al principio quizás sólo temporalmente, en Gaeta. El primero de ellos es Campolo, mencionado en una carta del papa Adriano II del año 788 como episcopus civitatis Caietanae. En los obispos posteriores, sin embargo, el título episcopal no es uniforme: de hecho, Juan I (circa 830) es conocido como episcopus Formianus, su sucesor León I (840) como episcopus Minturnensis ac Formiensis, mientras que Constantino (846-855) se indica como episcopus ecclesiae Formianae et Castri Cajetani. El último obispo que conservó únicamente el título de Formia fue León II, que participó en un concilio romano en 861. «Después de 866 el Castrum Caietae, ahora sede estable del obispo, pasó al rango de civitas, mientras que a partir de 867 Formiae desapareció definitivamente del título episcopal».
A principios del siglo X, durante el episcopado de Bono, se encontraron en la iglesia de Santa María de Gaeta las reliquias de san Erasmo, que fue proclamado patrono de la diócesis. A él estaba dedicada la catedral de Gaeta, consagrada por el papa Pascual II y el obispo Alberto el 22 de enero, probablemente de 1106.
A principios del siglo XI la antigua diócesis de Minturno se unió a la diócesis de Gaeta, se fusionó con Formia alrededor del año 590 y se restauró con el nuevo nombre bajo el pontificado del papa León III.
En la Edad Media varios obispos de Gaeta procedían de monasterios benedictinos: Stefano (972), abad del monasterio de los Santos Teodoro y Martín de Gaeta; León III (995), abad del monasterio de San Magno de Fondi; Rinaldo I (1090-1094), Ricardo I (1124-1145) y Rinaldo II (1168-1171), monjes de Montecassino. Hijo de la Iglesia de Gaeta, Giovanni, monje casinés y autor de la vida y del martirio de san Erasmo, asumió un papel central en la curia romana: fue canciller de la curia y colaborador de Urbano II y de Pascual II, y en 1118 fue elegido papa tomando el nombre de Gelasio II.
Con una bula del 12 de marzo de 1159 dirigida al obispo Giacinto, el papa Adriano IV «fijó los límites de la diócesis, describió todas las iglesias, tierras, aldeas y castillos sujetos a su dominio, y confirmó todos los privilegios, jurisdicciones, prerrogativas y los indultos concedidos por sus antecesores". Las mismas concesiones fueron repetidas por el papa Alejandro III en 1170 al obispo Rinaldo II.
En el siglo XVI, tras la muerte de Tommaso De Vio (1519-1534), autor de un comentario a la Summa de Tomás de Aquino y legado papal en Alemania, se inició una serie ininterrumpida de obispos de origen español hasta la muerte de José Guerrero de Torres en 1720. Estos obispos se comprometieron a implementar los decretos reformadores del Concilio de Trento en la diócesis. Sin embargo, el seminario no fue construido hasta el siglo XVIII por un obispo italiano, el teatino Gennaro Carmignani (1738-1770). Entre el 12 y el 14 de diciembre de 1779, Carlos Pérgamo presidió el primer sínodo diocesano.
A principios del siglo XIX la diócesis incluía, además de Gaeta, las siguientes ciudades: Mola (Formia), Castellone, Itri, Sperlonga, Maranola, Trivio, Castellonorato, Spigno, Traetto, Santa Maria Pulcherino, Tufo, Tremonzuli, Le Fratte, Coreno, Castelforte, Suio, Ponza y Ventotene. En 1818, a raíz del concordato entre el papa Pío VII y el rey de las Dos Sicilias Fernando I de Borbón, el territorio de la diócesis de Gaeta se unió al de la suprimida diócesis de Fondi.
Inmediatamente sujeta a la Santa Sede desde sus orígenes, el 31 de diciembre de 1848 la sede de Gaeta fue elevada a arquidiócesis por el papa Pío IX con motivo de su exilio en la ciudad, con la bula In sublimi. Con la misma se concedió a los arzobispos de Gaeta el uso del palio al igual que a los metropolitanos.
El museo diocesano y religioso del Parque Monti Aurunci está situado en el antiguo palacio del cardenal Tommaso De Vio, que fue la sede del seminario arzobispal hasta los años 1960. En el mismo edificio se encuentran también el archivo y la biblioteca diocesana.

## Estadísticas
Según el Anuario Pontificio 2022 la arquidiócesis tenía a fines de 2021 un total de 155 640 fieles bautizados.
| Año                                                                             | Población            | Población | Población      | Sacerdotes | Sacerdotes    | Sacerdotes    | Bautizados por sacerdote | Diáconos permanentes | Religiosos | Religiosos | Parroquias |
| Año                                                                             | Bautizados católicos | Total     | % de católicos | Total      | Clero secular | Clero regular | Bautizados por sacerdote | Diáconos permanentes | Varones    | Mujeres    | Parroquias |
| ------------------------------------------------------------------------------- | -------------------- | --------- | -------------- | ---------- | ------------- | ------------- | ------------------------ | -------------------- | ---------- | ---------- | ---------- |
| 1950                                                                            | 108 900              | 108 000   | 100.8          | 97         | 78            | 19            | 1122                     |                      | 26         | 113        | 43         |
| 1969                                                                            | 129 698              | 130 800   | 99.2           | 116        | 80            | 36            | 1118                     |                      | 41         | 322        | 50         |
| 1980                                                                            | 136 361              | 143 630   | 94.9           | 110        | 66            | 44            | 1239                     |                      | 48         | 298        | 54         |
| 1990                                                                            | 149 000              | 152 000   | 98.0           | 90         | 56            | 34            | 1655                     | 1                    | 36         | 219        | 57         |
| 1999                                                                            | 153 000              | 156 150   | 98.0           | 85         | 56            | 29            | 1800                     | 19                   | 29         | 223        | 57         |
| 2000                                                                            | 155 000              | 158 100   | 98.0           | 87         | 58            | 29            | 1781                     | 19                   | 32         | 225        | 57         |
| 2001                                                                            | 151 200              | 159 153   | 95.0           | 81         | 53            | 28            | 1866                     | 19                   | 31         | 225        | 57         |
| 2002                                                                            | 151 200              | 159 153   | 95.0           | 82         | 54            | 28            | 1843                     | 18                   | 31         | 225        | 57         |
| 2003                                                                            | 150 000              | 159 124   | 94.3           | 83         | 55            | 28            | 1807                     | 18                   | 31         | 225        | 57         |
| 2004                                                                            | 159 175              | 159 315   | 99.9           | 82         | 55            | 27            | 1941                     | 18                   | 30         | 229        | 57         |
| 2006                                                                            | 152 350              | 160 150   | 95.1           | 81         | 54            | 27            | 1880                     | 18                   | 30         | 216        | 57         |
| 2013                                                                            | 149 400              | 163 000   | 91.7           | 71         | 54            | 17            | 2104                     | 25                   | 20         | 155        | 57         |
| 2016                                                                            | 157 457              | 162 457   | 96.9           | 72         | 54            | 18            | 2186                     | 26                   | 21         | 205        | 57         |
| 2019                                                                            | 156 670              | 161 660   | 96.9           | 80         | 55            | 25            | 1958                     | 24                   | 26         | 118        | 56         |
| 2021                                                                            | 155 640              | 163 906   | 95.0           | 83         | 55            | 28            | 1875                     | 22                   | 31         | 113        | 56         |
| Fuente: Catholic-Hierarchy, que a su vez toma los datos del Anuario Pontificio. |                      |           |                |            |               |               |                          |                      |            |            |            |

## Episcopologio
- Campolo † (mencionado en 788)[10]
- Giovanni I † (mencionado en 830 circa)[10]
- Leone I † (mencionado en 840 circa)[11]
- Costantino † (antes de 846-después de 855)
- Leone II † (mencionado en 861)
- Ramfo (Rainulfo I) † (mencionado en 867)[12]
- Anonimo † (mencionado en 879 y en 881)[10]
- Deodato † (antes de 899-después de 910 o 914[nota 4])
- Bono † (mencionado en 919)[nota 5]
- Pietro I † (antes de 933-después de 936)[12]
- Marino I † (mencionado en 955)[12]
- Lando (o Landone) †[nota 6]
- Stefano, O.S.B. † (972-después de 983)
- Leone III, O.S.B. † (mencionado en 995)
- Bernardo I † (documentado del 997 al 1047)[12]
- Leone IV † (documentado del 1049 al 1071)[12]
- Rinaldo I, O.S.B. † (1090[nota 7]-después de 1094)
- Alberto † (documentado del 1105 al 1119)[12]
- Riccardo I, O.S.B. † (documentado del 1124 al 1145)[12]
- Teodino, O.S.B. † (entre 1148 y 1151)
- Trasmundo, O.S.B. † (entre 1148 y 1151)[nota 8]
- Giacinto † (antes de 1154-después de 1159)[10]
- Rinaldo II, O.S.B. † (antes de 1168-1171 nombrado arzobispo de Bari)[13]
- Riccardo II † (mencionado en 1175)[13]
- Pietro II † (documentado del 1177 al 1201)[13]
- Egidio † (documentado del 1203 al 1210)[13]
- Anónimo † (mencionado en 1217)[13]
- Adenolfo † (documentado del 1219 al 1240)[13]
- Pietro da Terracina, O.P. † (31 de marzo de 1252-1255 nombrado obispo de Terracina)[13]
- Benvenuto † (31 de enero de 1256-1276 falleció)
- Bartolomeo † (21 de diciembre de 1276-?)
- Matteo Mirabello † (1290-1305 falleció)
- Francesco Bruno, O.F.M. † (18 de febrero de 1306-11 de mayo de 1321[12] falleció)
- Francesco Gattola † (21 de agosto de 1321-8 de octubre de 1340 falleció)
- Antonio Aribandi, O.F.M. † (25 de mayo de 1341-1344 falleció)
- Ruggero Frezza † (10 de noviembre de 1348-1372 o 1374 falleció)
- Giovanni II † (9 de abril de 1375-? falleció)
- Pietro III † (antes de 1381-23 de marzo de 1395 falleció)
- Agostino, O.E.S.A. † (12 de noviembre de 1395-agosto de 1397 falleció)
- Ubertino Lipari, O.F.M. † (18 de agosto de 1397-1399 falleció)
- Niccolò, O.S.B. † (24 de diciembre de 1399-14 de mayo de 1404 nombrado obispo de Isernia)
- Marino Merula † (14 de mayo de 1404-1421? falleció)
- Antonio da Zagarolo, O.F.M. † (20 de mayo de 1422-1427 falleció)
- Giovanni de Normannis † (15 de octubre de 1427-noviembre de 1440 falleció)
- Felice Fajadelli, O.P. † (24 de enero de 1441-22 de mayo de 1444 nombrado obispo titular Libariensis)
- Giacomo di Navarra † (22 de mayo de 1444-1461 falleció)
- Francesco Patrizi † (4 de octubre de 1463-1494 falleció)
- Baccio Ugolini † (24 de agosto de 1494-1494 falleció)
- Paolo Odierna † (22 de octubre de 1494-13 de agosto de 1506 falleció)
- Fernando Herrera † (4 de noviembre de 1506-1518 falleció)
- Tommaso De Vio, O.P. † (13 de abril de 1519-10 de agosto de 1534 falleció)
- Esteban Gabriel Merino † (17 de febrero de 1535-28 de julio de 1535 falleció)
- Pedro Flores † (31 de enero de 1537-3 de mayo de 1540 falleció)
- Antonio Lunello † (19 de enero de 1541-1559 falleció)
- Pietro Lunello † (30 de enero de 1566[nota 9]-7 de mayo de 1587 falleció)
- Alfonso Laso Sedeño † (12 de octubre de 1587-7 de febrero de 1596 nombrado arzobispo de Cagliari)
- Juan de Gante † (28 de mayo de 1598-28 de abril de 1604 nombrado obispo de Mazara del Vallo)
- Pedro de Oña, O. de M. † (27 de junio de 1605-13 de octubre de 1626 falleció)
  - Sede vacante (1626-1634)
- Jacinto del Cerro, O.P. † (3 de abril de 1634-13 de octubre de 1635 falleció)
- Jerónimo Domín Funes, O. Carm. † (14 de diciembre de 1637-23 de abril de 1650 falleció)
- Gabriel Ortiz de Orvé † (28 de octubre de 1651-1662 falleció)
- Juan de Paredes, C.R.S.A. † (17 de abril de 1662-22 de agosto de 1662 falleció)
  - Sede vacante (1662-1665)
- Baltasar Valdés y Noriega † (6 de julio de 1665-29 de diciembre de 1667 falleció)
  - Sede vacante (1667-1670)
- Martín Ibáñez y Villanueva † (16 de junio de 1670-27 de mayo de 1675 nombrado arzobispo de Reggio Calabria)
- Antonio del Río Colmenares † (27 de abril de 1676-14 de marzo de 1678 nombrado arzobispo de Acerenza y Matera)
- Lorenzo Mayers Caramuel, O. de M. † (18 de abril de 1678-26 de febrero de 1683 falleció)
- José Sanz de Villaragut, O.F.M. † (6 de diciembre de 1683-2 de enero de 1693 nombrado obispo de Pozzuoli)
- José Guerrero de Torres, O.E.S.A. † (13 de abril de 1693-26 de marzo de 1720 falleció)
- Carlo Pignatelli, C.R. † (14 de enero de 1722-21 de marzo de 1730 falleció)
- Santiago Piñaque, O. Carm. † (11 de diciembre de 1730-abril de 1737 falleció)
- Francesco Lanfreschi † (12 de junio de 1737-21 de mayo de 1738 nombrado arzobispo de Acerenza y Matera)
- Gennaro Carmignano, C.R. † (24 de noviembre de 1738-11 de agosto de 1770 falleció)
- Carlo Pergamo † (16 de diciembre de 1771-26 junio[12] de 1785 falleció)
  - Sede vacante (1785-1792)
- Gennaro Clemente Francone † (27 de febrero de 1792-18 de diciembre de 1797 nombrado arzobispo, título personal de Troia)
- Riccardo Capece Minutolo, O.S.B. † (18 de diciembre de 1797-3 de septiembre de 1801 falleció)
  - Sede vacante (1801-1805)
- Michele Sanseverino † (26 de junio de 1805-1812 falleció)
  - Sede vacante (1812-1818)
- Francesco Saverio Buonomo † (25 de mayo de 1818-18 de abril de 1827 falleció)
- Luigi Maria Parisio † (25 de junio de 1827-26 de enero de 1854 falleció)
- Filippo Cammarota † (23 de junio de 1854-23 de febrero de 1876 falleció)
- Nicola Contieri, O.S.B.I. † (3 de abril de 1876-14 de diciembre de 1891 renunció[nota 10])
- Francesco Niola † (14 de diciembre de 1891-14 de agosto de 1920 falleció)
- Pasquale Berardi † (21 de abril de 1921-9 de mayo de 1925 renunció[nota 11])
- Dionigio Casaroli † (14 de agosto de 1926-24 de febrero de 1966 falleció)
- Lorenzo Gargiulo † (24 de febrero de 1966 por sucesión-26 de enero de 1973 renunció)
- Luigi Maria Carli † (26 de enero de 1973-14 de abril de 1986 falleció)
- Vincenzo Maria Farano † (14 de agosto de 1986-12 de febrero de 1997 retirado)
- Pier Luigi Mazzoni † (12 de febrero de 1997-20 de septiembre de 2007 retirado)
- Fabio Bernardo D'Onorio, O.S.B. (20 de septiembre de 2007-21 de abril de 2016 retirado)
- Luigi Vari, desde el 21 de abril de 2016